# Megaloblastisk anemi
Megaloblastanemi är ett tillstånd med onormal mognad av röda blodkroppar i benmärgen. Orsaken är att syntesen av DNA är störd, på grund av att en eller flera kofaktorer saknas (folsyra eller vitamin B12).

## Vitamin B12-brist
Huvudartikel:Vitamin B12-brist
I magsäcken bildas ett protein (intrinsic factor, IF) som behövs för att ta upp vitamin B12 ur födan. Atrofisk gastrit, som är en autoimmun sjukdom, leder till oförmåga att producera IF och ger därmed brist på vitamin B12. Detta leder till perniciös anemi. Även operation av magsäcken och vegankost kan leda till detta. En s.k. mognadsstörning av de röda blodkropparna kan uppstå. De röda blodkropparna blir fysiskt större, megaloblastiska. Neurologiska och psykiska symtom uppstår.

## Folatbrist
Huvudartikel:Folsyrabrist
Vanligt är att folatbrist (eller folsyrabrist) orsakas av ensidig kost, då folatet i kroppen finns i små reserver. Åldringar och alkoholmissbrukare är de som oftast drabbas. Icke diagnostiserad eller obehandlad celiaki eller andra svåra malabsorptionssjukdomar i tolvfingertarmen kan ge folatbrist.

## Behandling
Olika beroende på orsak. Celiaki behandlas med glutenfri kost. Vid perniciös anemi måste man ge en livslång behandling av vitamin B12. Vid folsyrabrist ges tabletter med folsyra.